# Theo Vonk
Theo Vonk (né à Uitgeest le 16 décembre 1947) est un ancien joueur devenu par la suite entraîneur néerlandais de football.

## Biographie

### Carrière

#### Carrière de joueur
Ayant principalement joué comme milieu, Vonk évolue pour l'AZ'67 de 1968 à 1978. Il est relégué de l'Eredivisie avec les Alkmaarders en 1971, pour être à nouveau promu un an plus tard.
Lors de sa dernière saison, Vonk dispute une compétition européenne avec l'AZ. Il par ensuite jouer pour le FC Volendam durant une année. 
Le bilan de la carrière de Theo Vonk s'élève à 250 matchs en première division néerlandaise, pour six buts inscrits, et quatre rencontres en Coupe de l'UEFA.

#### Carrière d'entraîneur
Après avoir arrêté le football professionnel en 1979, il devient l'entraîneur adjoint de l'AZ, qui termine champion des Pays-Bas en 1981. En 1984, Vonk part entraîner le Sparta Rotterdam. Il termine quatrième de l'Eredivisie lors de sa première saison. Après deux saisons, Vonk part au FC Twente à la suite de la volonté du directeur technique Kees Rijvers. Avec De Tukkers, il termine troisième de l'Eredivisie à trois reprises consécutives.

### Vie privée
Vonk est le père de l'ancien footballeur Michel Vonk (qui a joué entre autres pour l'AZ Alkmaar et pour Manchester City) et de Britt Vonk, joueuse de softball de la ligue néerlandaise. 
En 2013, Vonk subit un accident vasculaire cérébral lors d'un entraînement avec le Sportclub Enschede.

## Palmarès
| AZ '67 - Coupe des Pays-Bas (1) : - Vainqueur : 1977-78. |  | AZ Alkmaar - Championnat des Pays-Bas D2 (1) : - Champion : 1995-96. |